# Mogera uchidai
Mogera uchidai є видом ссавців родини кротових (Talpidae). Раніше він був класифікований як єдиний вид у роду Nesoscaptor. Він ендемічний для Уоцурі-дзіма, спірної території островів Сенкаку, також відомої як острови Дяоюйтай (кит. 釣魚台列嶼). Він найбільше схожий на острівного крота (Mogera insularis) Тайваню та материкового Китаю.